# فروشگاه شهروند
فروشگاه شهروند، یک سوپرمارکت زنجیره‌ای در سطح شهر تهران است. شرکت خدماتی کالای شهروند در آبان ۱۳۷۲ تأسیس شد. نخستین فروشگاه این مجموعه در سال ۱۳۷۳ در میدان آرژانتین و تحت عنوان «فروشگاه بیهقی» افتتاح شد. این فروشگاه دارای بیش از پنجاه شعبه در سطح شهر تهران، استان البرز و لواسان و پرند و مارلیک کرج است و در سیاست‌های این شرکت افزایش شعب در نقاط مختلف شهر تهران و سایر نقاط کشور نیز پیش‌بینی و برنامه‌ریزی شده‌است. این شرکت امکان فروش عمده و فروش مجازی (فروش تلفنی و فروش اینترنتی) را نیز دارا است. آذر ماه ۱۴۰۰، داود قربانیان به عنوان مدیرعامل شرکت خدمات کالای شهروند منصوب شد. همچنین در خردادماه سال ۱۳۹۹ فروشگاه شهروند شعبه جمهوری برای همیشه تعطیل گردید.